# モンソニ! ダルタニャンのアイドル宣言
『モンソニ! ダルタニャンのアイドル宣言』（モンソニ ダルタニャンのアイドルせんげん、MoNSTER SONIC!）はアプリゲーム「モンスターストライク」およびこれを原作としたアニメ作品のスピンオフアニメ。前日譚となる『センリツのルシファー ただひとつの始まりの歌』についても本項で説明する。

## 登場人物

### Two for all
読みは『トゥー・フォー・オール』。
ダルタニャン
声 - 本渡楓
『ダルタニャンのアイドル宣言』の主人公。田舎に住むネコミミ少女。東京でルシファーの歌を聴きアイドルに憧れ、親友の出雲にオーディションに誘われる形で新人アイドルとなる。
紫苑（しおん）
声 - 石原夏織
オーディション断トツの新人アイドル。ダルタニャンのルームメイトになり、ユニットを組む。ウリエルに憧れている。

### 背徳ピストルズ
ルシファー
声 - 日笠陽子
『センリツのルシファー』の主人公。ベース&メインボーカル担当。元『Angely Diva』メンバーで、バンドを抜けた後は音楽活動を辞めていたが、馴染みの喫茶店の借金返済のため、背徳ピストルズに加入する。
サタン
声 - 森久保祥太郎
インディーズバンド『背徳ピストルズ』のエレキ担当。ルシファーの従弟。
茨木童子（いばらきどうじ）
声 - 西明日香
インディーズバンド『背徳ピストルズ』のドラム担当。ルシファーをバンドに誘う。

### Angely Diva
読みは『エンジェリー・ディーヴァ』。
元は人気インディーズバンドだったがメジャーデビュー直前にルシファーが脱退しアイドルグループに転向、4人組トップアイドルグループとして活動している。
ラファエル
声 - 安野希世乃
ウリエル
声 - 小松未可子
Angely Divaのリーダー。紫苑が憧れている人物。
ガブリエル
声 - 日高里菜
ミカエル
声 - 朝井彩加

### アイドル達
コルセア
声 - 和氣あず未
アメリカンスタイルのアイドル。
アイリス
声 - 藤井ゆきよ
新人寮で色んな世話をしている。
アリス
声 - 渡辺はるか
クレイジーラビッツ（ラビ）という名のぬいぐるみで腹話術をするアイドル。かなりラビへの扱いが荒い。
パンドラ
声 - 小倉唯
小柄系のアイドル。定番フレーズは「ドララー」。
ノンノ
声 - 篠田みなみ
子役時代から芸能界にいるアイドル。情報通で、よくギョーカイ用語（逆さ言葉）を使う。情報を話す際に用いる「ホントだよ」が口癖。
リリィ
声 - 春野杏
ヒーロー系アイドル。普段から役作りをしており、ニチアサのヒーローもののレギュラーをしている。
ノブナガ
声 - 小林ゆう
武将系アイドルで、寮のリーダー的存在。自称第六天魔王。
ユグドラシル
声 - 白石晴香
愛称ユグちゃん。寮の花壇の花を育てている。

### その他
マスター
声 - 高桑満
ルシファーの馴染みの喫茶店マスター。
バアル
声 - 新垣樽助
喫茶店に押し寄せた借金取り。借金を返済しようとしないマスターに殴りかかるが、居合わせたルシファーがバンド大会の優勝賞金を返済金の足しにするという条件を出したため、喫茶店を後にした。
式神 出雲（しきがみ いずも）
声 - 小澤亜李
ダルタニャンの親友。Angely Divaの大ファン。
白雪姫リボン
声 - 久保ユリカ
『XFLAG PARK2018』出演。不滅のアイドル。
アザゼル
声 - 前野智昭、KARZ（曲の歌のみ）
『XFLAG PARK2018』出演。デビルズ・パンク・インフェルノのボーカル。
ベルゼブブ
声 - 平川大輔
『XFLAG PARK2018』出演。デビルズ・パンク・インフェルノのギター。
モロク
声 - 益山武明
『XFLAG PARK2018』出演。デビルズ・パンク・インフェルノのドラム。
マモン
声 - 柳木雄志（曲の歌のみ）
『XFLAG PARK2018』出演。デビルズ・パンク・インフェルノのベース。

## 用語
ソニックフィーバー
ライブ中にファンや仲間との絆が高まり一体化した時にステージ上に発生するエフェクト。

## センリツのルシファー ただひとつの始まりの歌
2017年5月3日配信のゴールデンウィークスペシャルとしてYouTube
で配信。

### スタッフ
- 原作 - モンスターストライク
- 監督 - 坂本一也
- 企画・ストーリー原案 - 砂村哲平
- シリーズ構成・脚本 - 加藤陽一
- キャラクターデザイン ・総作画監督 - 佐川遥
- 絵コンテ - 坂本一也、太田里香
- 演出 - 伊東優一
- 作画監督 - 高田奈央子、芳我恵理子
- 楽器作画監督 - 荒木一成
- 音楽 - MONACA（高田龍一、高橋邦幸、広川恵一）
- アニメーション制作 - ライデンフィルム京都スタジオ
- 製作 - XFLAG PICTURES

### 主題歌
劇中テーマ「Perfect Glory 〜旋律の彼方へ〜」
エンディングテーマ「Perfect Glory 〜旋律の彼方へ〜 Acoustic ver.」
作詞 - こだまさおり / 作曲・編曲 - 広川恵一（MONACA） / 歌 - ルシファー（日笠陽子）

### 番外編
【続?センリツのルシファー】「背徳ピストルズの緊急会議?」
2017年7月8日・9日に幕張メッセ国際展示場1-8ホールで開催の『XFLAG PARK 2017』で、背徳ピストルズのライブ出演を記念して、2017年5月24日には番外編『【続?センリツのルシファー】「背徳ピストルズの緊急会議?」』が配信された。
背徳ピストルズ「Wishing」ミュージックビデオ
2017年12月1日配信。『いたずら魔女と眠らない街』の主題歌PV。冒頭と最後に3人にコメントが入る。

## モンソニ! ダルタニャンのアイドル宣言
2017年6月14日よりYouTubeで配信された。全5話。第2話は当初2017年6月21日配信予定であったが7月3日に延期された。

### スタッフ
- 原作 - モンスターストライク
- 監督 - 出井京渡
- 企画・原案 - 砂村哲平
- シリーズ構成・脚本 - 加藤陽一
- キャラクターデザイン - 吉田南、佐川遥
- サブキャラクターデザイン - 重藤聡太
- プロップデザイン - 早川加寿子、北原広大
- 色彩設計 - 橘川麻美
- 美術監督 - 中久木孝将（キューン・プラント）
- 美術設定 - 中尾陽子（キューン・プラント）
- 撮影監督 - 林コージロー（グラフィニカ）
- 音響監督 - 明田川仁
- 音楽 - 鈴木真人、信澤宣明
- 音楽制作 - ミラクル・パス
- 編集 - 近藤勇二（リアル・ティ）
- アニメーション制作：ライデンフィルム
- 製作 - XFLAG PICTURES

### 主題歌
エンディングテーマ「全力アイドル宣言♡」（第2話）
作詞 - こだまさおり / 作曲・編曲 - 田中秀和（MONACA） / 歌 - ダルタニャン（本渡楓）、紫苑（石原夏織）、コルセア（和氣あず未）、ノンノ（篠田みなみ）

劇中歌
「キズナ Sparkling World」（第1、2、4話）
作詞 - こだまさおり / 作曲・編曲 - 石濱翔（MONACA） / 振り付け原案 - MaiMai（FIREWORKS）、KINO（FIREWORKS）
歌（第1話） - Angely Diva（ウリエル（藤城リエ）、ラファエル（星咲花那）、ミカエル（未来みき）、ガブリエル（松岡ななせ））
歌（第2話） -  紫苑（石原夏織）
歌（第4話） -  ダルタニャン（本渡楓）、紫苑（石原夏織）
「UNKNOWN」（第5話）
作詞 - こだまさおり / 作曲・編曲 - 広川恵一（MONACA） / 歌 - ルシファー（日笠陽子）
「We are "Two for all"」（第5話）
作詞 - こだまさおり / 作曲・編曲 - 広川恵一（MONACA） / 歌 - ダルタニャン（本渡楓）、紫苑（石原夏織）

### 各話リスト
| 話数  | サブタイトル              | 絵コンテ              | 演出                  | 作画監督                                                                | 総作画監督      | 配信日         |
| ----- | ------------------------- | --------------------- | --------------------- | ----------------------------------------------------------------------- | --------------- | -------------- |
| 第1話 | Shining Sonic Beam!       | 原雅人                | 奥野浩行              | 鈴木彩乃、星野真澄 朝井聖子                                             | 吉田南 重藤聡太 | 2017年 6月14日 |
| 第2話 | 最強のルームメイト 紫苑！ | 原雅人                | ありえゆうき          | 松本昌代、網修次郎                                                      | 北原広大 吉田南 | 7月3日         |
| 第3話 | はじめてのお仕事          | 名取孝浩              | 石郷岡範和            | 徳丸昌大、星野真澄                                                      | 吉田南 重藤聡太 | 7月4日         |
| 第4話 | 芽生えるキズナ            | 有冨興二 ありえゆうき | 有冨興二 ありえゆうき | 渡部裕子、東美帆 網修次郎、松本昌代 重藤聡太、池田志乃 徳丸昌大、吉田南 | 吉田南          | 7月5日         |
| 第5話 | 運命のモンソニ！          | 原雅人                | 原雅人                | 石橋大輔、早川加寿子 輿石暁、池田志乃 高橋さやか                        | 吉田南          | 7月19日        |

### 番外編
『【モンソニ！TV】XFLAG PARK2018出演者発表！』は、2018年5月24日に配信。2018年6月30日・7月1日開催の『XFLAG PARK2018』音楽ステージ告知アニメ、
使用曲
「Twinkle Shiny Star」
作詞 - 中路もとめ・スナムランド★豊中 / 作曲 - Issei / 編曲：Issei、奈須野新平 / 歌 - Two for all［ダルタニャン（本渡楓）、紫苑（石原夏織）］
「初恋は君色メモリー」
作詞 - 砂村哲平、高尾奏之介 / 作曲 - 高尾奏之介 / 編曲 - 奈良悠樹 / 歌 - 白雪姫リボン（久保ユリカ）
「絶望ドライヴ」
作詞 - スナムランド★豊中 / 作曲 - 大塚剛毅、生亀貴之 / 編曲 - Command S.inc / 歌 - デビルズ・パンク・インフェルノ［アザゼル（KARZ）、マモン（柳木雄志）］
「NO DISTORTION」
作詞 - こだまさおり / 作曲・編曲 - 広川恵一（MONACA） / 歌 - 背徳ピストルズ［ルシファー（日笠陽子）、サタン（森久保祥太郎）、茨木童子（西明日香）］
「Wishing」
歌 - 背徳ピストルズ
「Perfect Glory 〜旋律の彼方へ〜」
歌 - 背徳ピストルズ、ダルタニャン

スタッフ
- 企画・原案・脚本・クリエイティブディレクター - 砂村哲平
- キャラクターデザイン・アートディレクター - 如来あゆみ
- キャラクターデザイン - 佐川遥
- CG制作 - サンジゲン
- インタビューパート絵コンテ - 加藤良哉、進藤美保、石川真平、志賀健太郎
- MVパート絵コンテ・演出 - 梅津朋美（エディッツ）
- 製作 XFLAG PICTURES

### モンソニ!TV
「モンソニ in XFLAG PARK 2019」に向けてモンソニ！のアーティストたちが出演する番組。